# Tršice
Tršice (en allemand : Tirschitz) est une commune du district et de la région d'Olomouc, en République tchèque. Sa population s'élevait à 1 832 habitants en 2023.

## Géographie
Tršice se trouve à 9,7 km au nord de Přerov, à 14 km au sud-est d'Olomouc, à 71 km au nord-est de Brno et à 224 km à l'est-sud-est de Prague.
La commune est limitée par Svésedlice, Doloplazy et Daskabát au nord, par Velký Újezd, Lazníčky et Lazníky à l'est, par Sobíšky, Přerov, Nelešovice et Suchonice au sud, et par Velký Týnec à l'ouest.

## Histoire
La première mention écrite de la localité date de 1282.

## Administration
La commune se compose de six sections :
- Tršice
- Hostkovice
- Lipňany
- Přestavlky
- Vacanovice
- Zákřov

## Galerie

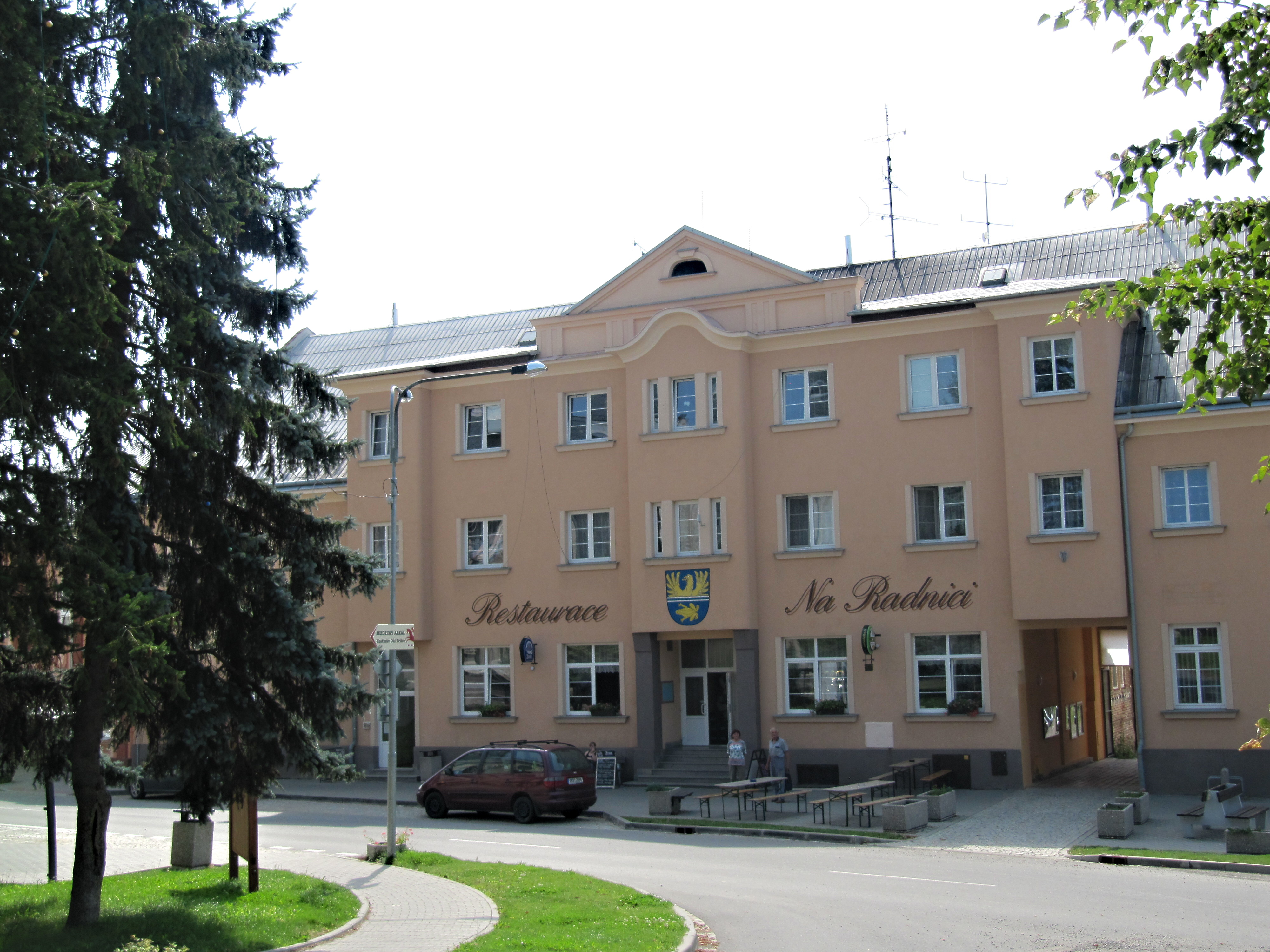
Tršice : la mairie.
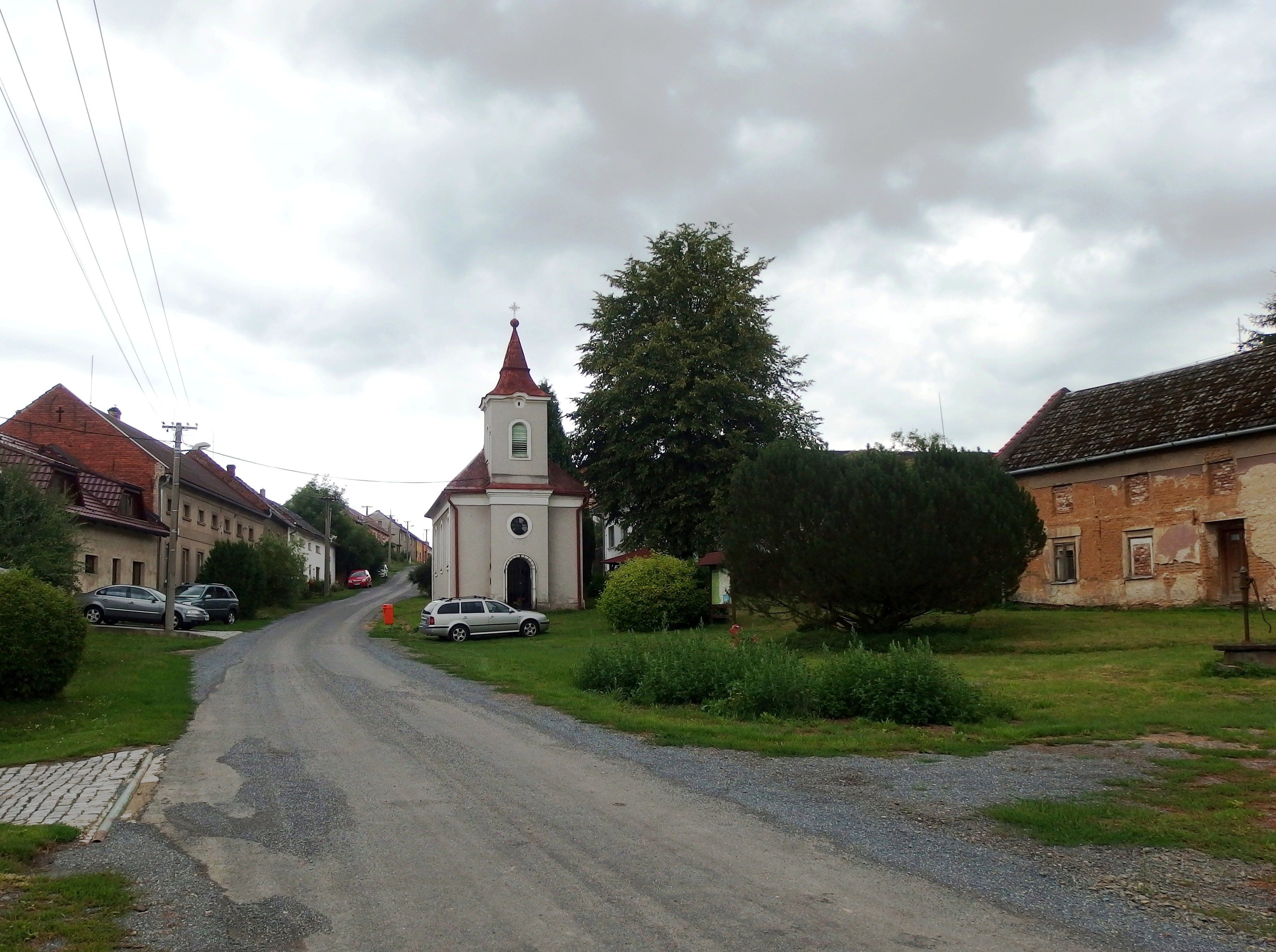
Rue de Přestavlky.

## Transports
Par la route, Tršice se trouve à 13 km de Přerov, à 18 km d'Olomouc, à 86 km de Brno et à 279 km de Prague.